# アーチボルド・ロバートソン
アーチボルド・ロバートソン（Archibald Robertson、1765年5月8日  - 1835年12月6日）は、スコットランド生まれの画家である。1791年からアメリカ合衆国で活動した。1792年に、ニューヨークに美術学校を設立し、運営した。風景画やミニアチュールの肖像画を描いた。

## 略歴
スコットランド、アバディーンシャーのMonymuskに生まれた 。父親は製図の仕事や建築の仕事をしていた。3人の画家になった弟がいて、その中にはアレクサンダー・ロバートソン(Alexander Robertson: 1772–1841)やアンドリュー・ロバートソン(Andrew Robertson: 1777–1845)がいて、アレキサンダーは後にアメリカでアーチボルドと一緒に働いた。
1782年から1786年の間、アバディーンのマリシャル・カレッジ(Marischal College)で芸術を学び、エディンバラでも学んだ。1786年からロイヤル・アカデミー・オブ・アーツの美術学校でジョシュア・レノルズやベンジャミン・ウエストに学んだ。
ロンドンでの修行が終わると、アバディーンにスタジオと美術学校を開いた。肖像画家やミニアチュール画家として成功し
風景版画も制作した。
1791年にアメリカの金持ちに絵を教える仕事でアメリカに渡った 。アメリカではジョージ・ワシントン夫妻の肖像画の注文も受けた。
1792年8月に弟のアレクサンダー・ロバートソンと合流し、ニューヨークにコロンビア絵画学校(Columbian Academy of Painting)を設立した。この学校はアメリカの最も初期の美術学校の一つである。1794年12月にアメリカで結婚した。1802年にアレクサンダーは独立して別の美術学校を設立した。
1802年に、アマチュア芸術家のための絵画の手引書、「Elements of Drawing」を出版した。
1802年にニューヨークに設立されたアメリカ美術アカデミー(American Academy of the Fine Arts)の展覧会の主要な出展者になり、アカデミーの運営にも参加した。1817年にアカデミーに加わり、16年間、運営委員会の委員を務めた。
ニューヨークの街の風景やハドソン川の渓谷の風景を描いた。

## 作品

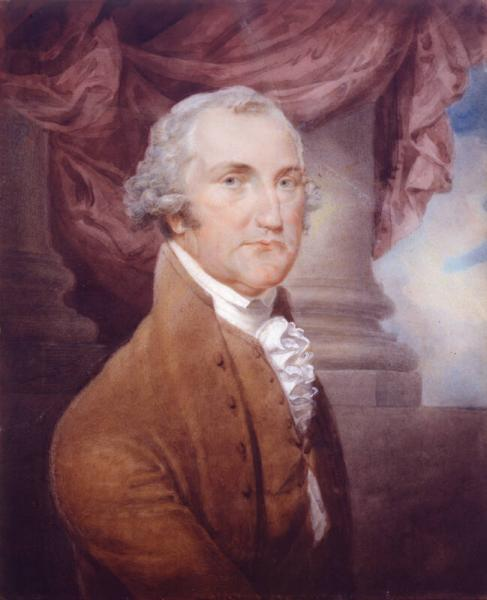
ジョージ・ワシントンの肖像画 (1781) New-York Historical Society
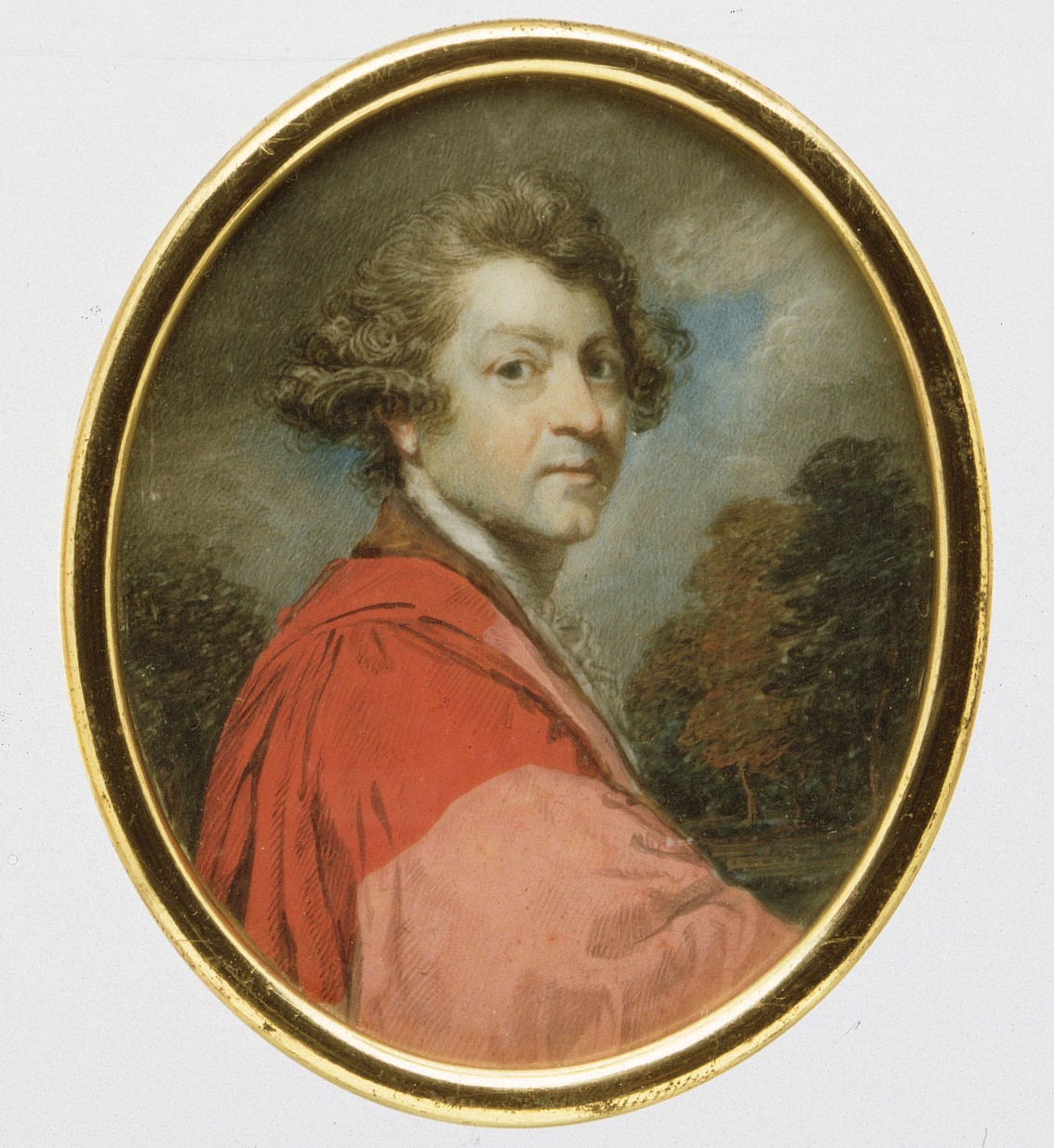
ジョシュア・レノルズの肖像画(1786/1791) メトロポリタン美術館
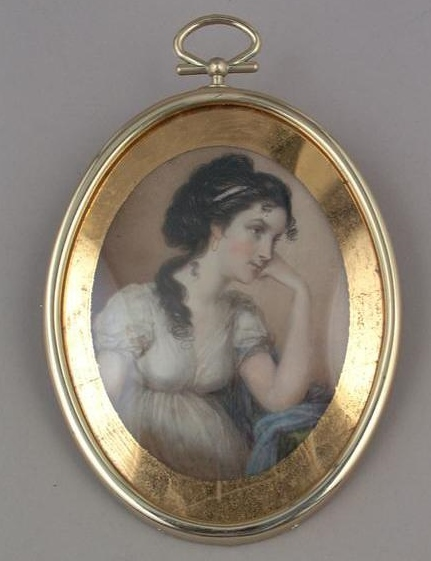
妻のEliza Abramse Robertson(1794)
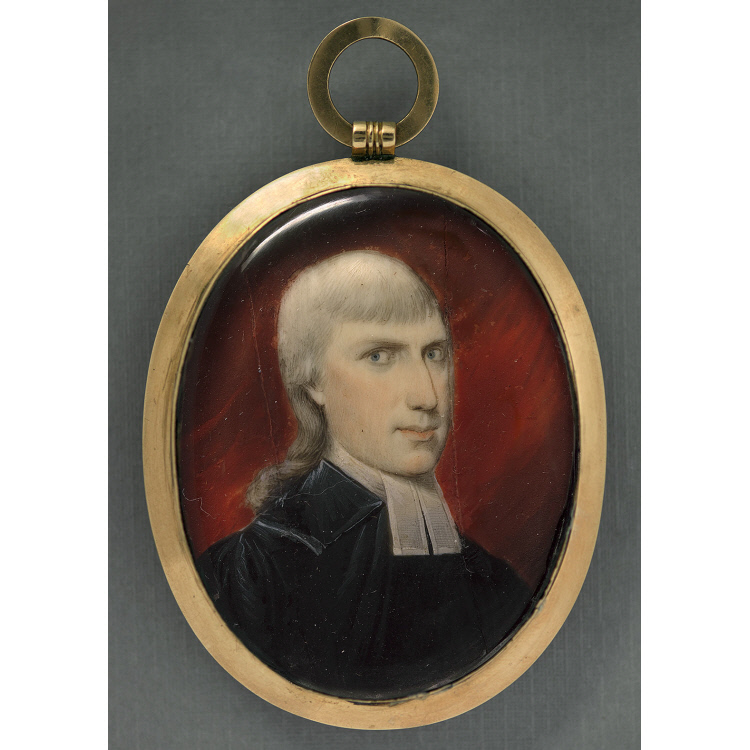
William Linn（アメリカの聖職者)

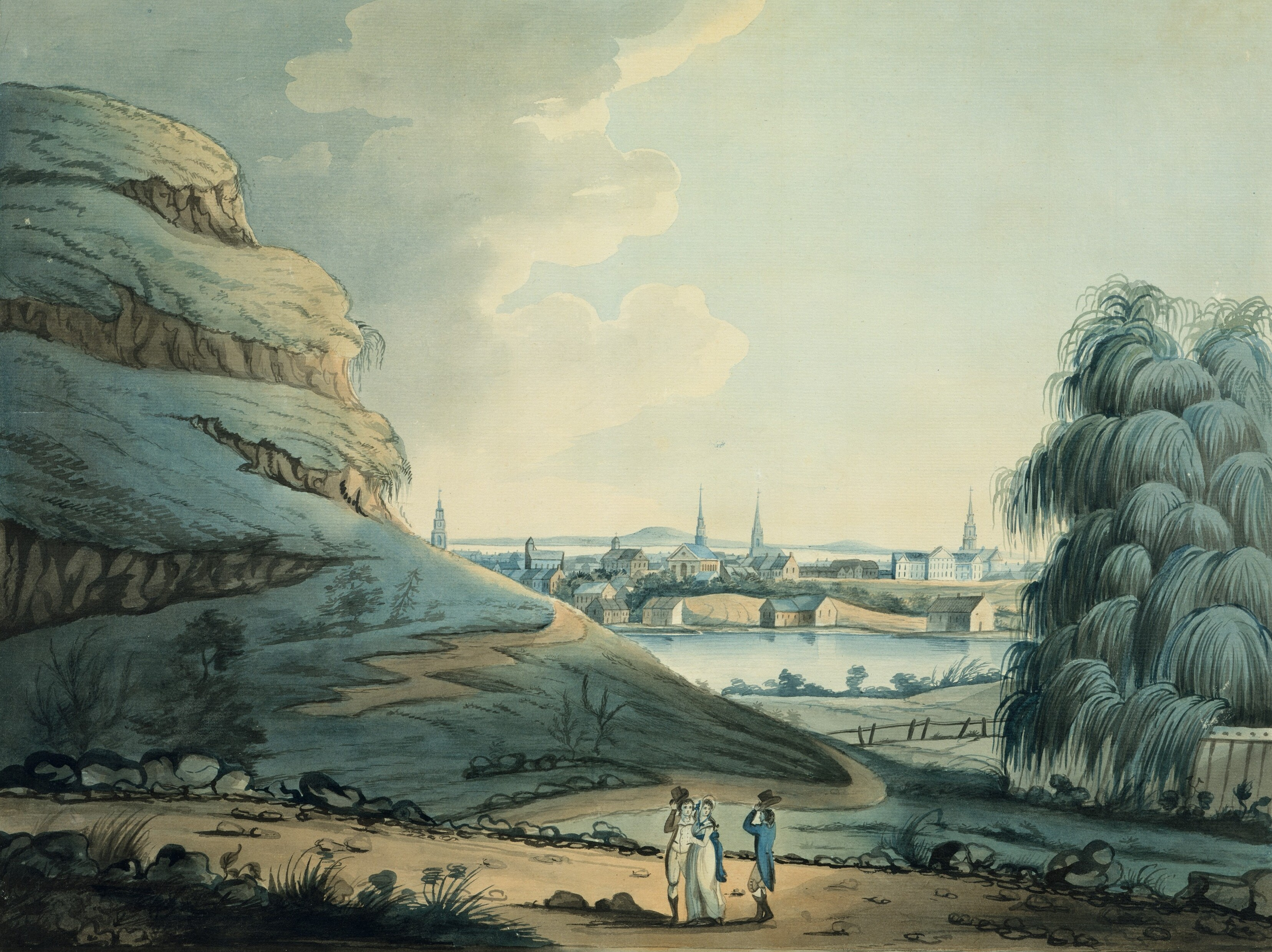
Pond-Bayard Moun（現在のファイブ・ポインツ (マンハッタン)）(1798)
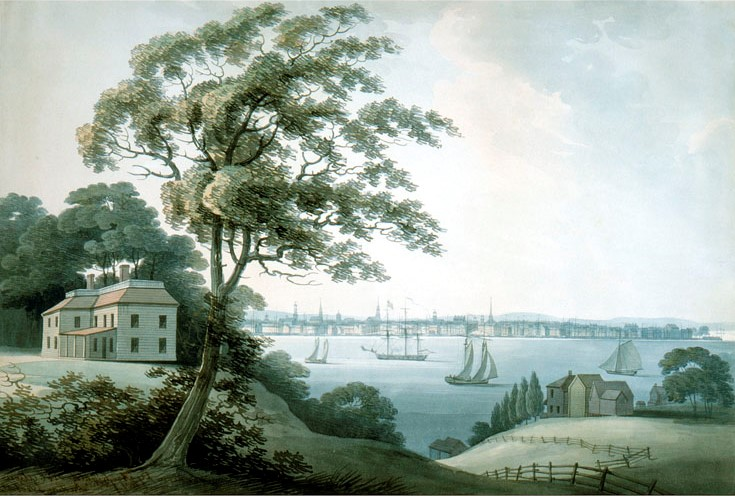
ニューヨークの風景　(1795)
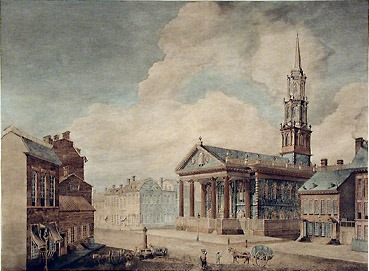
ニューヨークのセント・ポール教会 (1799)